# جيمس إي. أوهارا
جيمس إي. أوهارا (بالإنجليزية: James E. O'Hara)‏ هو محامي ومحامي وسياسي أمريكي، ولد في 26 فبراير 1844 بنيويورك في الولايات المتحدة، وتوفي في 15 سبتمبر 1905 في الولايات المتحدة. حزبياً، نشط في الحزب الجمهوري. وقد انتخب عضو مجلس النواب الأمريكي.